# Смерть консула Брута
«Смерть консула Брута» (итал. La morte del console Bruto) — картина итальянского живописца Джованни Батиста Тьеполо (1696—1770), представителя венецианской школы. Создана между 1728 и 1730 годами. Хранится в коллекции Музея истории искусств в Вене (инв. №GG 6798).

## Описание
В конце 1720-х годов Тьеполо выполнил 10 полотен декоративного цикла для главного зала дворца Дольфин в Венеции. В 1725-1730 годах, находясь под покровительством семьи Дольфин, художник одновременно работал над оформлением венецианского дворца и дворца патриарха в Удине, которым руководил Дионизио Дольфин (1663—1734). Джованни Дольфин (1617—1699) заказал в 1726 году молодому Тьеполо 10 полотен, чтобы вставить их в уже существующие во дворце рамы. Цикл, рассказывающий о событиях древнеримской истории, был задуман как прославление моральных и гражданских доблестей и героизма. В настоящее время разделён и хранится в Санкт-Петербурге, Нью-Йорке и Вене.
В ярко выраженной светотеневой постановке на картине изображён консул Луций Юний Брут, который погиб в борьбе с Аррунтом, сыном последнего свергнутого короля этрусков, в сражении римлян против этрусков. Этот поединок также стоил жизни и Аррунту. Превознося храбрость римлян, художник подразумевает доблесть венецианских семей.
В 1930 году картина была приобретена Музеем истории искусств в Вене при посредничестве Камилло Кастильони (1879—1957) из коллекции Миллера-Айхгольца.